# Богородський (Алнаський район)
Богоро́дський (рос. Богородский) — присілок (колишній починок) у складі Алнаського району Удмуртії, Росія.

## Населення
Населення — 50 осіб (2010; 55 в 2002).
Національний склад станом на 2002 рік:
- удмурти — 98 %

## Урбаноніми[3]
- вулиці — Центральна